# Ruth Gentry
Ruth Ellen Gentry (* 22. Februar 1862 in Stilesville (Indiana), Vereinigte Staaten; † 18. Oktober 1917 in Indianapolis, Indiana) war eine US-amerikanische Mathematikerin und Hochschullehrerin. Sie erwarb 1896 als erste Frau am Bryn Mawr College und als erste in Indiana geborene Frau einen Doktortitel in Mathematik. Sie gehörte zu den ersten in Indiana geborenen Frauen, die in einer wissenschaftlichen Disziplin promoviert haben.

## Leben und Werk
Gentry besuchte nach häuslichem Unterricht auf der Familienfarm die Indiana State Normal School, ein 1870 eröffnetes Lehrerseminar. Nach ihrem Abschluss 1880 unterrichtete sie zehn Jahre lang an Vorbereitungsschulen. 1886 erhielt sie den Bachelor an der University of Michigan, wo zu dieser Zeit Frauen als Studenten zugelassen wurden. 1886 bis 1888 unterrichtete sie in Florida an der DeLand Academy. 1890 begann sie das Studium am Bryn Mawr College, das zu dieser Zeit eine der wenigen Hochschulen des Landes war, die Frauen für ein Abschlussstudium zuließen. 1891 war sie Fellow in Mathematik bei Bryn Mawr. Nach ihrem ersten Jahr erhielt sie als erste Mathematikerin das European Fellowship der Association of College Alumnae und nutzte das Stipendium, um von 1891 bis 1892 in Europa zu studieren. Sie ging zuerst nach Deutschland in der Hoffnung, Vorlesungen deutscher Mathematiker an einer der Universitäten des Landes besuchen zu dürfen. Nachdem sie von zahlreichen Professoren abgelehnt worden war, durfte sie ein Semester lang Vorlesungen von Lazarus Fuchs und Ludwig Schlesinger an der Universität Berlin besuchen. Sie durfte sich jedoch als Frau nicht offiziell einschreiben, so dass sie keinen Abschluss erhalten konnte. Nach einem Semester wurde ihr mitgeteilt, dass ein Fehler bei der Zulassung gemacht worden war und sie an keinen weiteren Vorlesungen teilnehmen dürfte. Sie schrieb an Felix Klein an der Georg-August-Universität Göttingen und fragte, ob er sie zu seinen Vorlesungen zulassen würde, aber er antwortete, dies verstoße gegen die Regeln. Sie ging dann nach Paris, wo sie ein Semester lang Mathematikvorlesungen an der Sorbonne besuchte, bevor sie zu Bryn Mawr zurückkehrte. 1892 bis 1893 war sie als Fellow in Mathematik am Bryn Mawr College und im folgenden Jahr wurde sie als Fellow mit freundlicher Genehmigung ernannt. Ihre Doktorarbeit wurde von Charlotte Angas Scott betreut und 1884 bestand sie die für eine Promotion erforderlichen Prüfungen. Der Druck ihrer Dissertation dauerte jedoch 2 Jahre, so dass ihr Abschluss von Bryn Mawr erst 1896 offiziell wurde. Nach ihrer Promotion unterrichtete sie am Vassar College und wurde 1900 zur außerordentlichen Professorin ernannt. Nach zwei Jahren wurde sie stellvertretende Schulleiterin und Leiterin der Mathematikabteilung einer Privatschule in Pittsburgh, Pennsylvania. 1905 verbrachte sie einige Zeit als Freiwillige Krankenschwester und reiste in den USA und nach Europa. Sie wurde jedoch zunehmend krank und starb im Alter von 55 Jahren an Brustkrebs. Sie war von 1894 bis zu ihrem Tod Mitglied der American Mathematical Society.